# 奔跑吧·生态篇
奔跑吧·生态篇（英語：Keep Running）是浙江衛視於2023年播出的一檔真人實境節目，為《奔跑吧》系列節目的第四個特別季。節目於2023年11月18日起每週六20:20播出，12月30日則改為播放精編版節目。
本季節目的常駐成員包括《奔跑吧》第十一季的李晨、鄭愷、沙溢、白鹿、周深、范丞丞、宋雨琦；Angelababy因捲入瘋馬秀相關爭議而缺席本季錄製，並由時代少年團成員張真源加入補位，組成六男兩女的常駐成員陣容。

## 簡介
本季以「生態」為主題，旨在呼籲大家共同守護生態環境。節目由常駐成員與飛行嘉賓一同前往不同城市，在節目中展示當地的秀美山川、生態環境，並按照每期設定的主題進行分組遊戲，並根據完成不同的任務決出勝負。
節目於每周六晚20:20在浙江衛視首播，並在半小時後於騰訊視頻、優酷、愛奇藝、Z視介等網上平台上架。

## 成員
| 成員   | 年齡 | 備注                                             | 參考來源    |
| 李晨   | 44   |                                                  | [ 2 ] [ 4 ] |
| 鄭愷   | 37   |                                                  | [ 2 ] [ 4 ] |
| 沙溢   | 45   | 因行程原因缺席第四至七期錄製                     | [ 2 ] [ 4 ] |
| 白鹿   | 29   | 因行程原因缺席第四至七期錄製                     | [ 2 ] [ 4 ] |
| 周深   | 31   | 因行程原因缺席第三期下半部分及第四期上半部分錄製 | [ 2 ] [ 4 ] |
| 范丞丞 | 23   | 因行程原因缺席第五至七期錄製                     | [ 2 ] [ 4 ] |
| 宋雨琦 | 24   | 因行程原因缺席第一至三期錄製                     | [ 2 ] [ 4 ] |
| 张真源 | 20   |                                                  | [ 2 ] [ 4 ] |

1. ↑  参加节目时的年龄

## 節目列表
由於節目剪輯原因，本季節目共分四輪錄製。第二輪錄製為第二期及第三期上半部分，第三輪錄製分別於第三期下半部分及第四期上半部分播出，第四輪錄製則橫跨第四期下半部分至第七期。另外，第四輪錄製期間常駐及飛行嘉賓一同前往參觀了位於杭州的西泠印社，提前以慶祝西泠印社建社一百二十周年特別節目《金石中國心》的名義在2023年11月11日至11月12日播出，並同時在第五期中播出。
| 集數 | 主題               | 拍攝地點     | 播出日期 | 飛行嘉賓                           | 參考來源 |
| 1    | 生态问答竞赛       | 雲南省昆明市 | 11月18日 | 孟子义、蔡文静                     | [ 6 ]    |
| 2    | 目标！生物素描大师 | 雲南省昆明市 | 11月25日 | 孟子义、蔡文静                     | [ 7 ]    |
| 3    | 书籍里的生态故事   | 雲南省昆明市 | 12月2日  | 卢昱晓、黄新淳、范世锜             | [ 8 ]    |
| 4    | 山水协会的邀约     | 浙江省杭州市 | 12月9日  | 魏大勋、唐九洲、陈冰、邓恩熙、蒋龙 | [ 9 ]    |
| 5    | 山水刮刮乐         | 浙江省杭州市 | 12月16日 | 魏大勋、唐九洲、陈冰、邓恩熙、蒋龙 | [ 10 ]   |
| 6    | 消失的树苗         | 浙江省杭州市 | 12月23日 | 魏大勋、唐九洲、陈冰、邓恩熙、蒋龙 | [ 11 ]   |
| 7    | 大结局+精编版      | 浙江省杭州市 | 12月30日 | 魏大勋、唐九洲、陈冰、邓恩熙、蒋龙 | [ 12 ]   |

## 节目内容
| 集數            | 主題               | 最終任務地點                                     | 隊伍                                                                              | 隊伍                                                                          | 勝利條件                                                                       | 結果 | 參考來源     |
| 集數            | 主題               | 最終任務地點                                     | 初始隊伍                                                                          | 最終隊伍                                                                      | 勝利條件                                                                       | 結果 | 參考來源     |
| 第一期 11月18日 | 生态问答竞赛       | 雲南省昆明市晋宁区 牛戀小漁村                    | 笨鳥 鄭愷、周深 平民 李晨、沙溢、白鹿、范丞丞、張真源、孟子義、蔡文靜             | 笨鳥 鄭愷、周深 平民 李晨、沙溢、白鹿、范丞丞、張真源、孟子義、蔡文靜         | 笨鳥 隱藏身份不被揭穿 平民 通過投票指認笨鳥                                    | 笨鳥勝出 使用累積的黑玉米兌換瓦貓、茶葉、松茸、冰箱貼等禮物 | [ 6 ]        |
| 第二期 11月25日 | 目标！生物素描大师 | 雲南省昆明市盤龍區 雲南省林業和草原科學院        | 棕队 李晨、沙溢、蔡文静 黄队 周深、范丞丞、孟子义 白队 郑恺、白鹿、张真源         | 棕队 李晨、沙溢、蔡文静 黄队 周深、范丞丞、孟子义 白队 郑恺、白鹿、张真源     | 臨摹不同昆蟲、植物、菌子品種的圖畫，並被《博物》的三位編輯辨認出最多的生物品種 | 棕隊勝出 獲得以樹葉為主題設計的黃金飾品 | [ 7 ]        |
| 第三期 12月2日  | 书籍里的生态故事   | 雲南省昆明市盤龍區 雲南師範大學附屬小學 呈貢校區 | 蓝队 李晨、范丞丞、卢昱晓 棕队 郑恺、白鹿、黄新淳 白队 沙溢、张真源、范世锜       | 蓝队 李晨、范丞丞、卢昱晓 棕队 郑恺、白鹿、黄新淳 白队 沙溢、张真源、范世锜   | 在最終的撕名牌環節中存活至最後                                                 | 藍隊勝出 獲得以樹葉為主題設計的黃金飾品 | [ 8 ]        |
| 第四期 12月9日  | 山水协会的邀约     | 浙江省杭州市餘杭區 徑山1977酒店                  | 红队 李晨、张真源、陈冰 黄队 宋雨琦、魏大勋、蒋龙 蓝队 郑恺、周深、唐九洲、邓恩熙 | 懶蟲 周深、宋雨琦、魏大勋 好人 李晨、郑恺、张真源、唐九洲、陈冰、邓恩熙、蒋龙 | 自己的队伍不成为最后一名                                                       | 黄队和蓝队勝出 红队成员再通过一轮刮刮乐决出淘汰候选，李晨刮出哭脸成为淘汰候选，与懶虫事先选出的另一名候选唐九洲进行淘汰对决，李晨落败，暂时失去竞争山水协会终身会员的资格 | [ 9 ] [ 10 ] |
| 第五期 12月16日 | 山水刮刮乐         | 浙江省杭州市餘杭區 徑山1977酒店                  | 红队 李晨、张真源、陈冰 黄队 宋雨琦、魏大勋、蒋龙 蓝队 郑恺、周深、唐九洲、邓恩熙 | 懶蟲 周深、宋雨琦、魏大勋 好人 李晨、郑恺、张真源、唐九洲、陈冰、邓恩熙、蒋龙 | 自己的队伍不成为最后一名                                                       | 黄队和蓝队勝出 红队成员再通过一轮刮刮乐决出淘汰候选，李晨刮出哭脸成为淘汰候选，与懶虫事先选出的另一名候选唐九洲进行淘汰对决，李晨落败，暂时失去竞争山水协会终身会员的资格 | [ 9 ] [ 10 ] |
| 第六期 12月23日 | 消失的树苗         | 浙江省杭州市餘杭區 徑山1977酒店                  | 红队 李晨、张真源、陈冰 黄队 宋雨琦、魏大勋、蒋龙 蓝队 郑恺、周深、唐九洲、邓恩熙 | 懶蟲 周深、宋雨琦、魏大勋 好人 李晨、郑恺、张真源、唐九洲、陈冰、邓恩熙、蒋龙 | 懶蟲 成為最後存活的三人之一 好人 淘汰懶蟲並使其無法成為最後存活的三人          | 好人陣營勝出 獲得以樹葉為主題設計的黃金飾品 | [ 9 ] [ 10 ] |
| 第七期 12月30日 | 大结局+精编版      | 浙江省杭州市餘杭區 徑山1977酒店                  | 红队 李晨、张真源、陈冰 黄队 宋雨琦、魏大勋、蒋龙 蓝队 郑恺、周深、唐九洲、邓恩熙 | 懶蟲 周深、宋雨琦、魏大勋 好人 李晨、郑恺、张真源、唐九洲、陈冰、邓恩熙、蒋龙 | 懶蟲 成為最後存活的三人之一 好人 淘汰懶蟲並使其無法成為最後存活的三人          | 好人陣營勝出 獲得以樹葉為主題設計的黃金飾品 | [ 12 ]       |

## 收视及播放量
根据中国视听大数据发布的2023收视年报，《奔跑吧·生态篇》 每期平均收视率0.451%，收视份额1.768%，位居年榜第九。
根据云合数据，《奔跑吧·生态篇》2023全年累计正片有效播放4.0亿，市占率3.6%，位居年榜第六位（奔跑吧系列共有四部位居榜单前20）。
| 中国大陆 浙江卫视 首播收视率 （CSM50） |                |         |          |      |
| 集數                                   | 播出日期       | 收视率  | 收视份额 | 排名 |
| 1                                      | 2023年11月18日 | 0.7352% | 0.8528%  | 1    |
| 2                                      | 2023年11月25日 | 0.7206% | 0.9532%  | 1    |
| 3                                      | 2023年12月2日  | 0.8650% | 1.0702%  | 1    |
| 4                                      | 2023年12月9日  | 0.7882% | 1.0058%  | 1    |
| 5                                      | 2023年12月16日 | 0.928%  | 1.1404%  | 1    |
| 6                                      | 2023年12月23日 |         |          |      |

## 外部連結
- 官方网站
- 奔跑吧 Keep Running的Facebook專頁
- 浙江卫视奔跑吧的Instagram帳戶
- YouTube上的奔跑吧頻道
- 奔跑吧的新浪微博